# Torres Shire
Torres är ett shire i Australien. Det ligger i delstaten Queensland, omkring 2 200 kilometer nordväst om delstatshuvudstaden Brisbane. Antalet invånare är 3 603. Arean är 886 kvadratkilometer.
Följande samhällen finns i Torres:
- Thursday Island